# Gaziantepi Egyetem
A Gaziantepi Egyetem (törökül Gaziantep Üniversitesi, Gantep) Törökország egyik kiemelkedő egyeteme, melyet 1973-ban Gaziantep városában alapítottak. 1987-ben vált önálló felsőoktatási intézménnyé. Tanítási nyelve az angol, ezért az egyetem saját nyelviskolája előkészítő kurzusokat is tart a jövendő hallgatók számára.

## Galléria

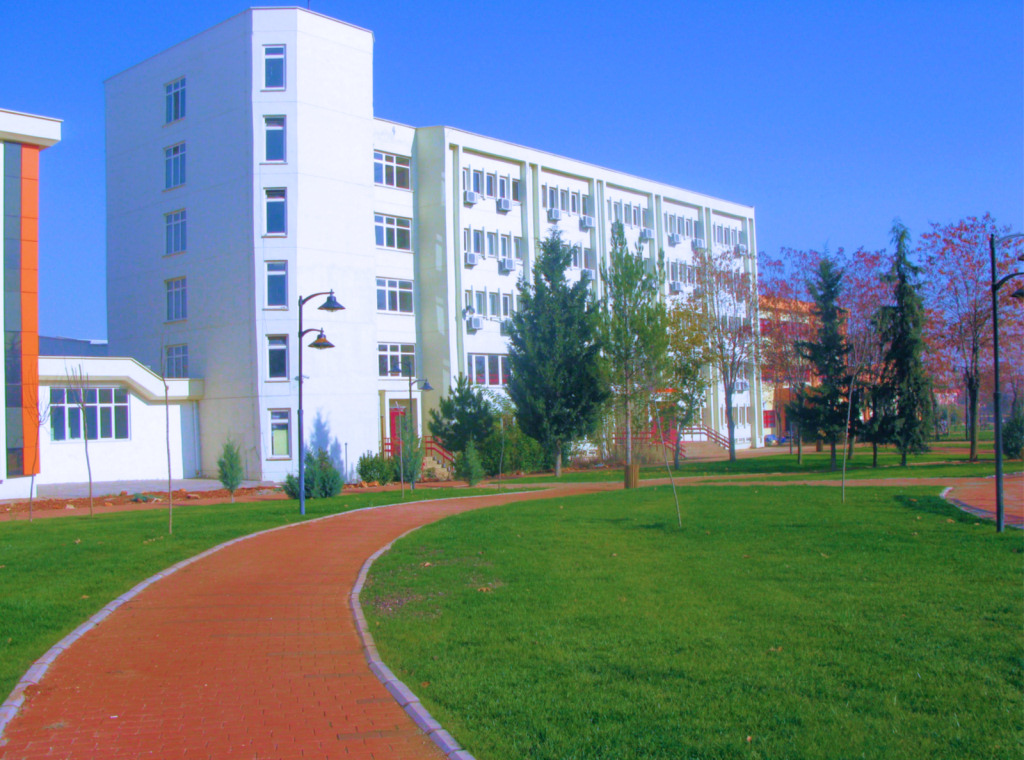
A Bölcsészettudományi Kar
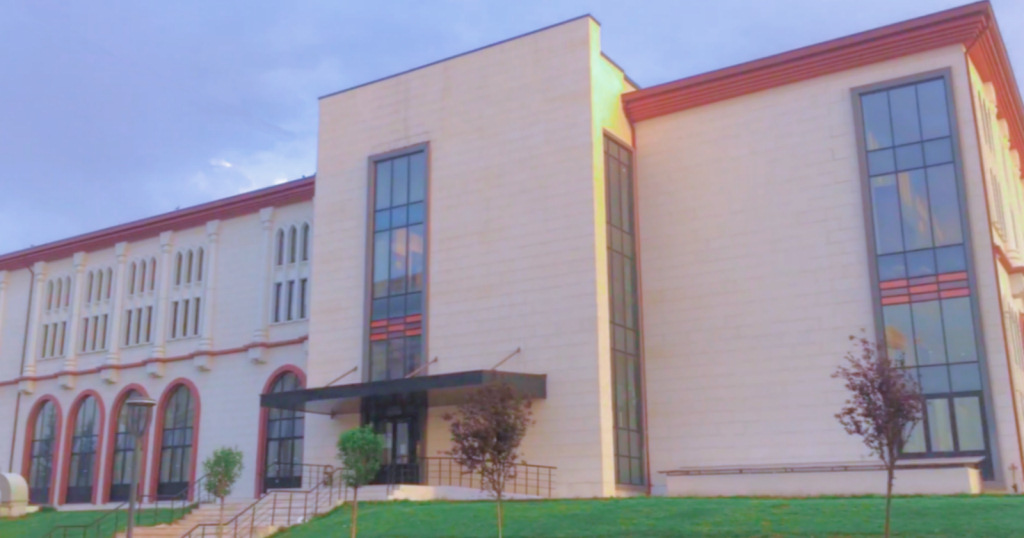
A Jogi Kar
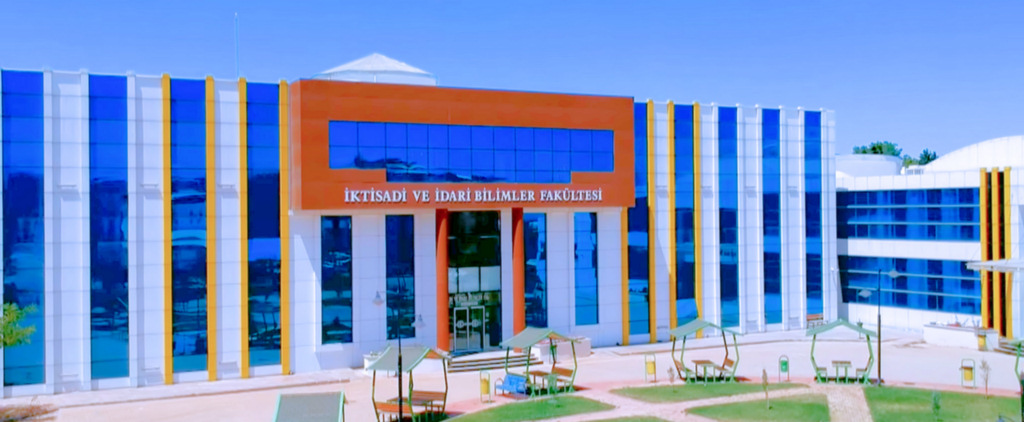
A Közgazdaságtudományi Kar
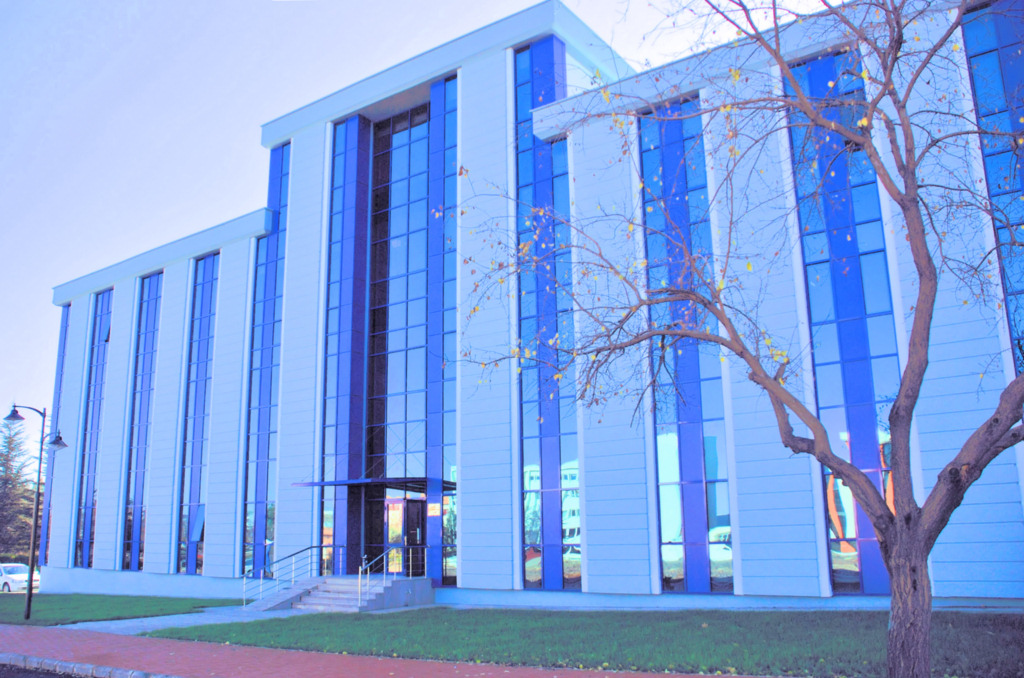
Az Ipari Mérnöki Kar
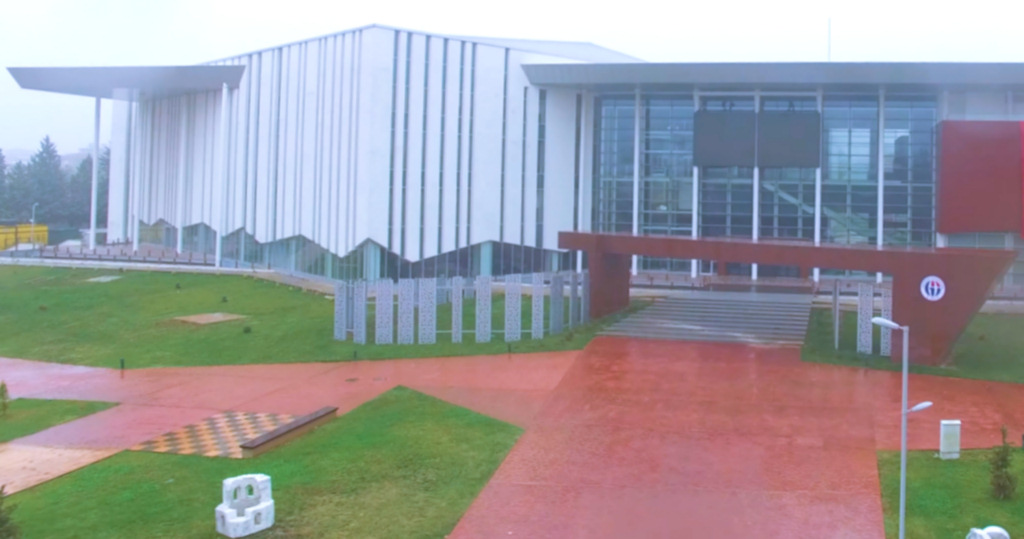
A kongresszusi és művészeti központ